# Transport (police de caractères)
Pour les articles homonymes, voir transport.
Transport est une police de caractères linéale conçue par Jock Kinneir et Margaret Calvert de 1957 à 1963 pour le comité Worboys du département des Transports du Royaume-Uni. Elle est utilisée sur les panneaux de signalisation.